# Velgast
Velgast är en kommun och ort i det nordtyska förbundslandet Mecklenburg-Vorpommern.
Kommunen ingår i kommunalförbundet Amt Franzburg-Richtenberg tillsammans med kommunerna Franzburg, Glewitz, Gremersdorf-Buchholz, Millienhagen-Oebelitz, Papenhagen, Richtenberg, Splietsdorf, Weitenhagen och Wendisch Baggendorf.

## Geografi
Velgast är beläget i ett geestlandskap mellan städerna Ribnitz-Damgarten och Stralsund i distriktet Vorpommern-Rügen.
Kommunen bildas av nio delar:
| - Altenhagen (117 invånare) - Bussin (75 invånare) - Hoevet (67 invånare) - Lendershagen (103 invånare) - Manschenhagen (117 invånare) | - Neu Seehagen (5 invånare) - Schuenhagen (41 invånare) - Starkow (65 invånare) - Velgast (1265 invånare) |

## Historia
Velgast omnämns första gången 1242 av fursten Wizlaw I. Före 1320-talet tillhörde orten furstendömet Rügen. 1326 kom Velgast till hertigdömet Pommern. Vid Westfaliska freden blev orten en del av Svenska Pommern och var  i svensk ägo fram till 1815, då orten tillföll Preussen.
1888 anslöts orten till järnvägslinjen mellan Ribnitz och Stralsund.

### Befolkningsutveckling
Befolkningsutveckling  i Velgast
Källa:,

## Kommunikationer

### Vägar
Norr om Velgast går förbundsvägen (tyska: Bundesstraße) B 105, som förbinder Rostock och Stralsund.

### Järnvägar
Vid ortsdelen Velgast finns en järnvägsstation, som ligger vid järnvägslinjen Rostock-Stralsund (fjärr- och regionaltåg). Ytterligare började den så kallade Darssbanan i  Velgast, som gick till Prerow på halvön Darss. I dag avgår regionaltåg bara till staden Barth på denna sträckan. 
Fram till 1990-talet existerade en järnväg mellan Velgast och staden Tribsees, järnvägen lades ned 1996.